# پری ادواردز
پری لوئیز ادواردز (به انگلیسی: Perrie Louise Edwards؛ زادهٔ ۱۰ ژوئیهٔ ۱۹۹۳) یک خواننده انگلیسی است، که بیشتر برای عضویت در لیتل میکس، گروه دخترانه چهار نفره انگلیسی شناخته شده‌است.

## زندگی شخصی
پری آترزی مری دارد که باعث یک زخم روی شکم او و آنوسمی (از دست دادن حس بویایی) شده‌است.
پری در دسامبر ۲۰۱۱ با یکی از اعضای گروه وان دایرکشن به نام زین مالیک وارد رابطه شد. آنها در اوت ۲۰۱۳ نامزد کردند، ولی در ۴ اوت سال ۲۰۱۵ از زین جدا شد. او در سال ۲۰۱۷ رابطه‌اش را با الکس اکسلید-چمبرلین آغاز کرد.
پری در کودکی مشکل حمله عصبی داشت.
در آوریل ۲۰۱۹ پری مبارزات خود را با اضطراب از طریق اینستاگرام به اشتراک گذاشت و بعداً در مورد آن با مجله Glamour مصاحبه کرد. در سال ۲۰۱۹ او چهره جدید مارک ایتالیایی «سوپرگا» شد و اولین مجموعه کفش طراحی شده خود را منتشر کرد. در سال ۲۰۲۰ پری اولین سفیر زن با نام تجاری «سوپریم نیوترشن» شد. بعداً در همان سال او به عنوان چهره جدید «ناندو» حق رای دادن به مواد غذایی پرتغالی-آفریقایی، آشکار شد. او همچنین در تبلیغات تلویزیونی آنها ظاهر شد. پری دارای صدای قدرتمند و زیبایی است و به عنوان وکال و رقصنده در گروه شناخته می‌شود. پری در ۱۰ مه، سال ۲۰۲۱ اعلام کرد که در انتظار اولین فرزند خود با الکس اکسلید-چمبرلین هستند. این کودک در ۲۱ اوت ۲۰۲۱ متولد شد. بعد از دو هفته پری در صفحه اینستاگرام خود با انتشار عکسی از فرزندش نام و جنسیتش را فاش کرد، او نوشت :《 دو هفته دوست دارم. من هرگز چنین عشقی را احساس نکرده بودم تا الان! اِکسل اوکسلید چمبرلین 》 که مشخص شد که جنسیت فرزندش پسر است.

## اوایل زندگی
پری لوئیز ادواردز در ۱۰ ژوئیه ۱۹۹۳ متولد شد و در منطقه وایتلیس در سوث شیلدز، تاین اند ویر به دنیا آمد. وی از نژاد سوئدی، ایرلندی، اسکاتلندی و انگلیسی است. او دختر دبورا «دبی» دافی و الکساندر ادواردز است که هر دو خواننده هستند. پدر و مادرش وقتی جوان بود طلاق گرفتند و هر دو دوباره ازدواج کردند. او همچنین یک برادر بزرگتر به نام جانی ادواردز و یک خواهر ناتنی پدری به نام کیتلین ادواردز دارد. ادواردز قبل از بازگشت به سوث شیلدز در دبستان رادیپول در ویموث دورست تحصیل کرد. او در مدرسه ابتدایی سنت پیتر اند پل و کالج جامعه مورتیمر در سوث شیلدز تحصیل کرد، بعداً به کالج نیوکاسل منتقل شد و در آنجا دیپلم خود را در هنرهای نمایشی دریافت کرد. پری در نوجوانی دو سال در همیلتون، نیوزیلند زندگی کرده‌است.